# Duma (filme)
 Duma é um filme de 2005 dirigido  por Carroll Ballard sobre a amizade de um jovem sul-africano com uma chita órfã.É estrealado por Hope Davis, Scott Campbell, e Eamonn Walker. O filme é uma adaptação ficcional vagamente baseada no romance autobiográfico How It Was with Dooms, de Carol Cawthra Hopcraft e Xan Hopcraft.

## Recepção

### Crítica
No agregador de críticas Rotten Tomatoes, o filme tem 93% de aprovação, com base em 61 resenhas. No Metacritic, tem uma pontuação média de 82 em 100, com base em 21 resenhas, indicando "aclamação universal".

### Bilheteria
O filme arrecadou $ 870.067 nas bilheterias norte-americanas e $ 124.723 em outros territórios, fazendo com que sua bilheteria mundial totalizasse $ 994.79 do orçamento de $12 milhões, tornando-se um fracasso nas bilheterias.